# Potsdamer Stadttore

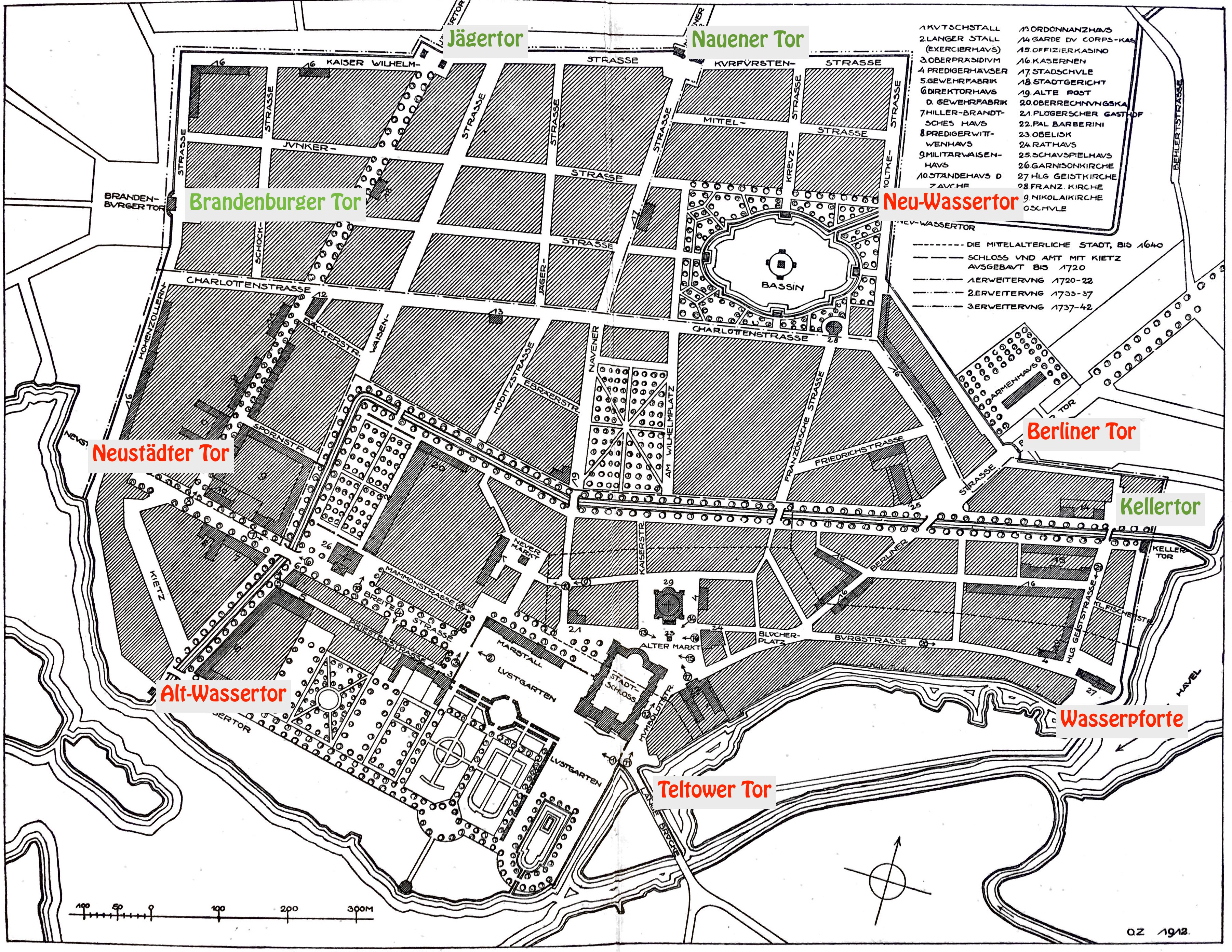
Die Stadttore der Landeshauptstadt Potsdam (grün=im Stadtbild sichtbar, rot=abgebrochen)

Die Stadt Potsdam verfügte über zehn Stadttore, von denen noch drei vollständig und neben dem rekonstruierten Kellertor zwei weitere in Fragmenten (Berliner und Neustädter Tor)  sichtbar sind. Die Tore stellten die Durchlässe durch die zu Beginn des 18. Jahrhunderts errichtete Akzise- und Desertationsmauer dar. Sie wurden ab 1722 unter dem Soldatenkönig Friedrich Wilhelm I. errichtet. Die Akzise war seit 1680 eine Verbrauchssteuer für Städte nach holländischem Vorbild. Nach Aufgabe der Steuer mit den Stein-Hardenbergschen Reformen wurden die Tore bis 1909 zur Erhebung der Mahl- und Schlachtsteuer genutzt. Trotzdem verschwanden einige Tore (Alt- und Neu-Wassertor, Wasserpforte) und der Großteil der Stadtbefestigung zur Kaiserzeit.
Ende des 19. Jahrhunderts wurden das Nauener Tor und das Berliner Tor dem zunehmenden Verkehr angepasst, ohne das künstlerische Gesamtbild der Entstehungszeit zu beeinträchtigen. Im Zweiten Weltkrieg wurden alle Tore beschädigt. Der Rat der Stadt ließ den Torbogen des Berliner Tors und die Ruine des Neustädter Tors abreißen. An das Berliner Tor erinnert nur noch ein Torhaus, von dem nach Plänen von Georg Wenzeslaus von Knobelsdorff errichteten Neustädter Tor verblieb nur ein wiederaufgebauter Obelisk in der Nähe des ehemaligen Standortes. Das Kellertor wurde 2016/2017 rekonstruiert.
Alle Tore im Überblick:
1. Brandenburger Tor
2. Jägertor
3. Nauener Tor
4. Neu-Wassertor
5. Berliner Tor
6. Kellertor
7. Wasserpforte
8. Teltower Tor
9. Alt-Wassertor
10. Neustädter Tor

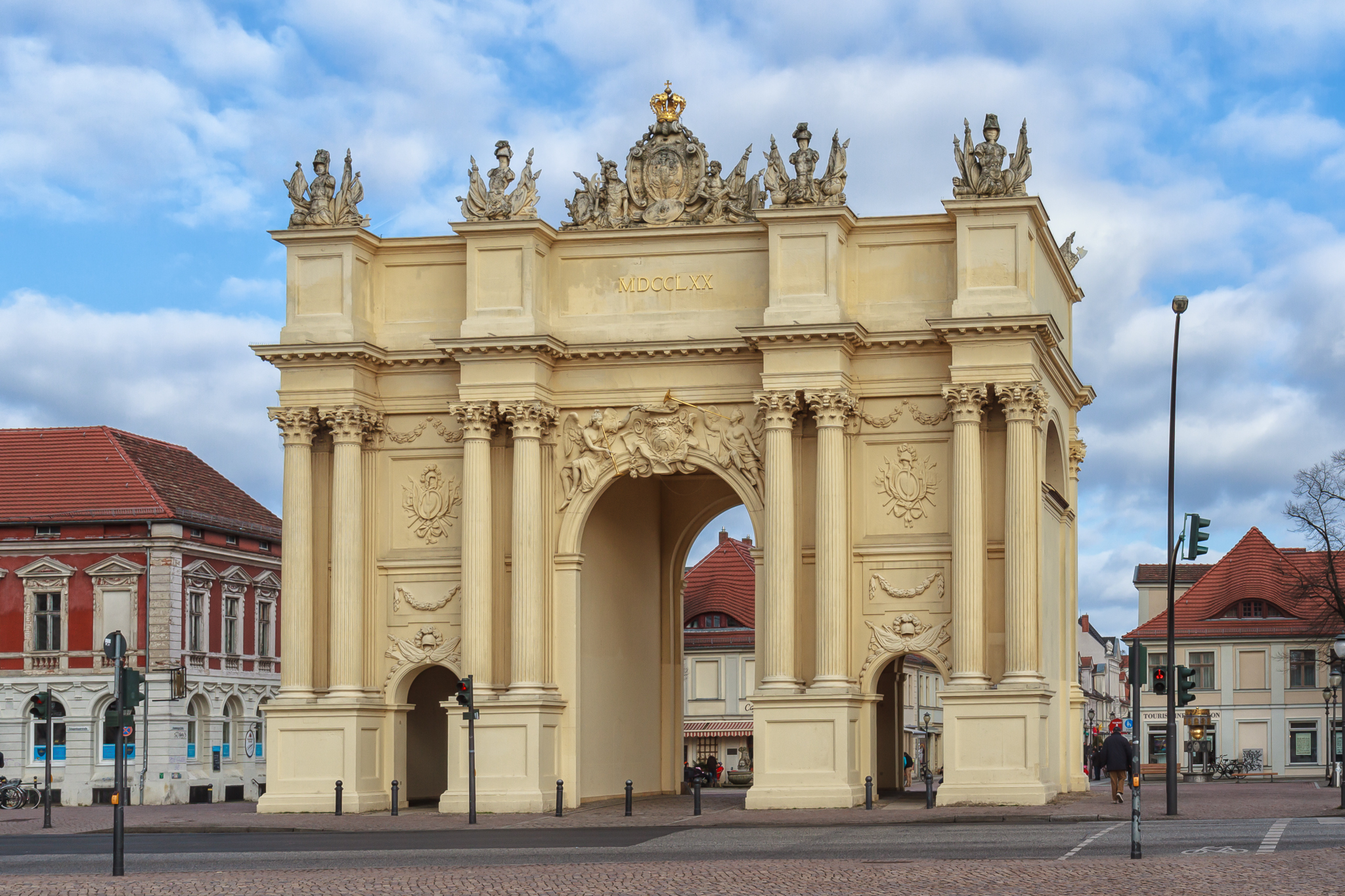
Brandenburger Tor, Ansicht von Westen
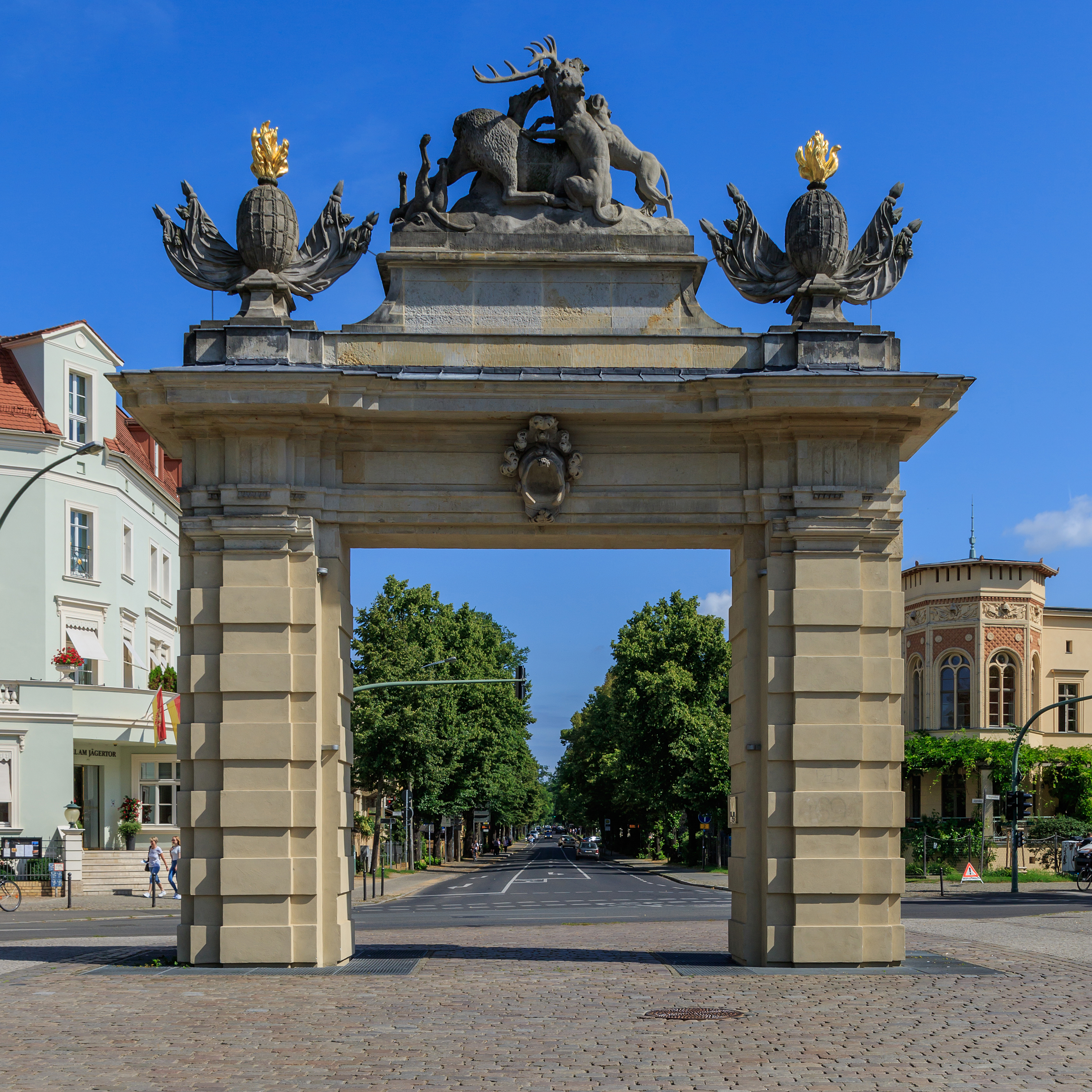
Jägertor, Ansicht von Süden
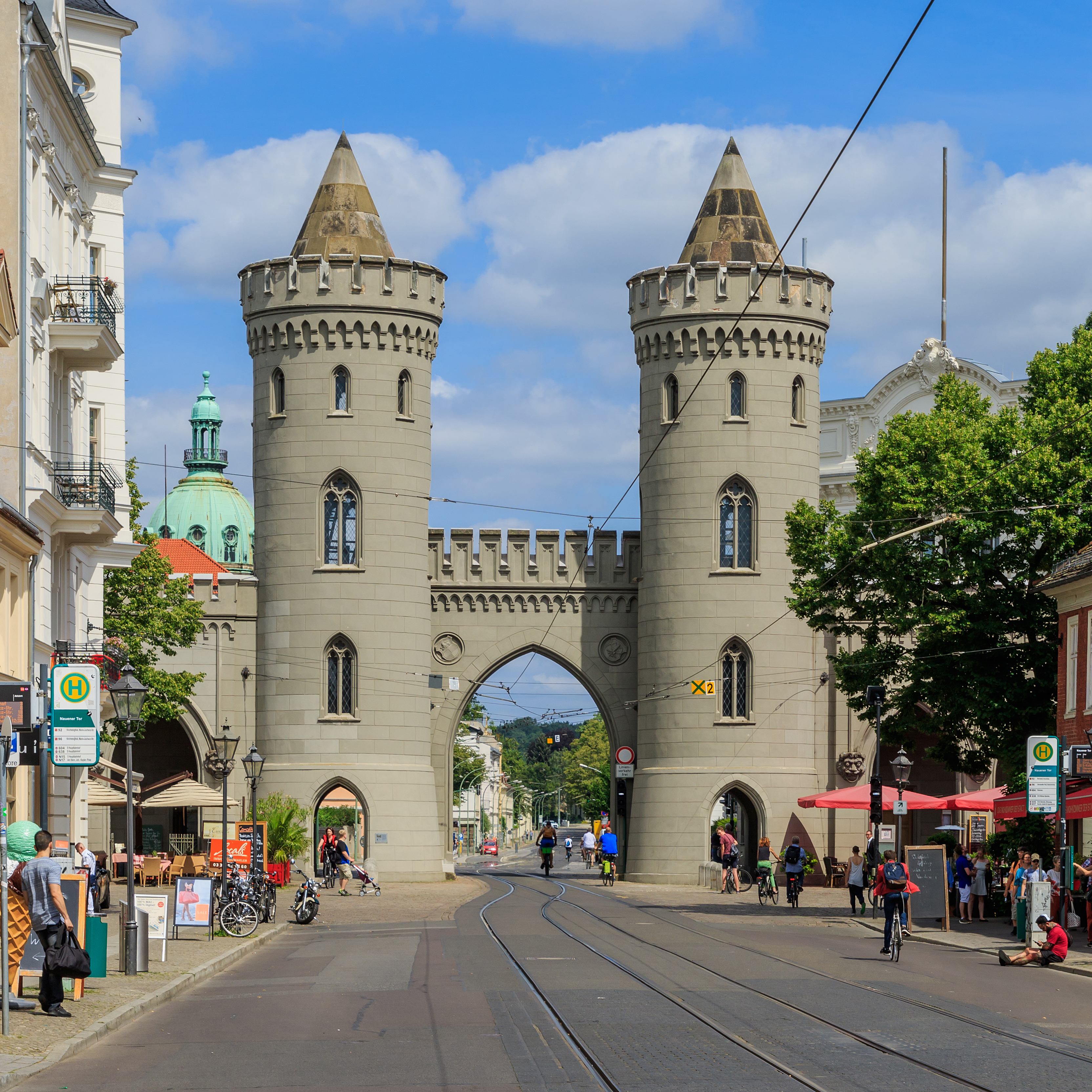
Nauener Tor, Ansicht von Süden
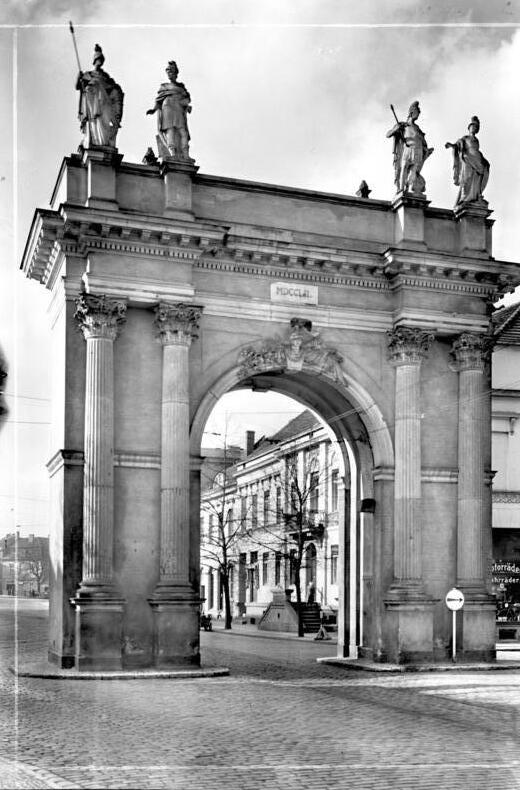
Berliner Tor, Ansicht von Nordosten, um 1930
Wachhaus des Kellertors, Ansicht von Westen 1911
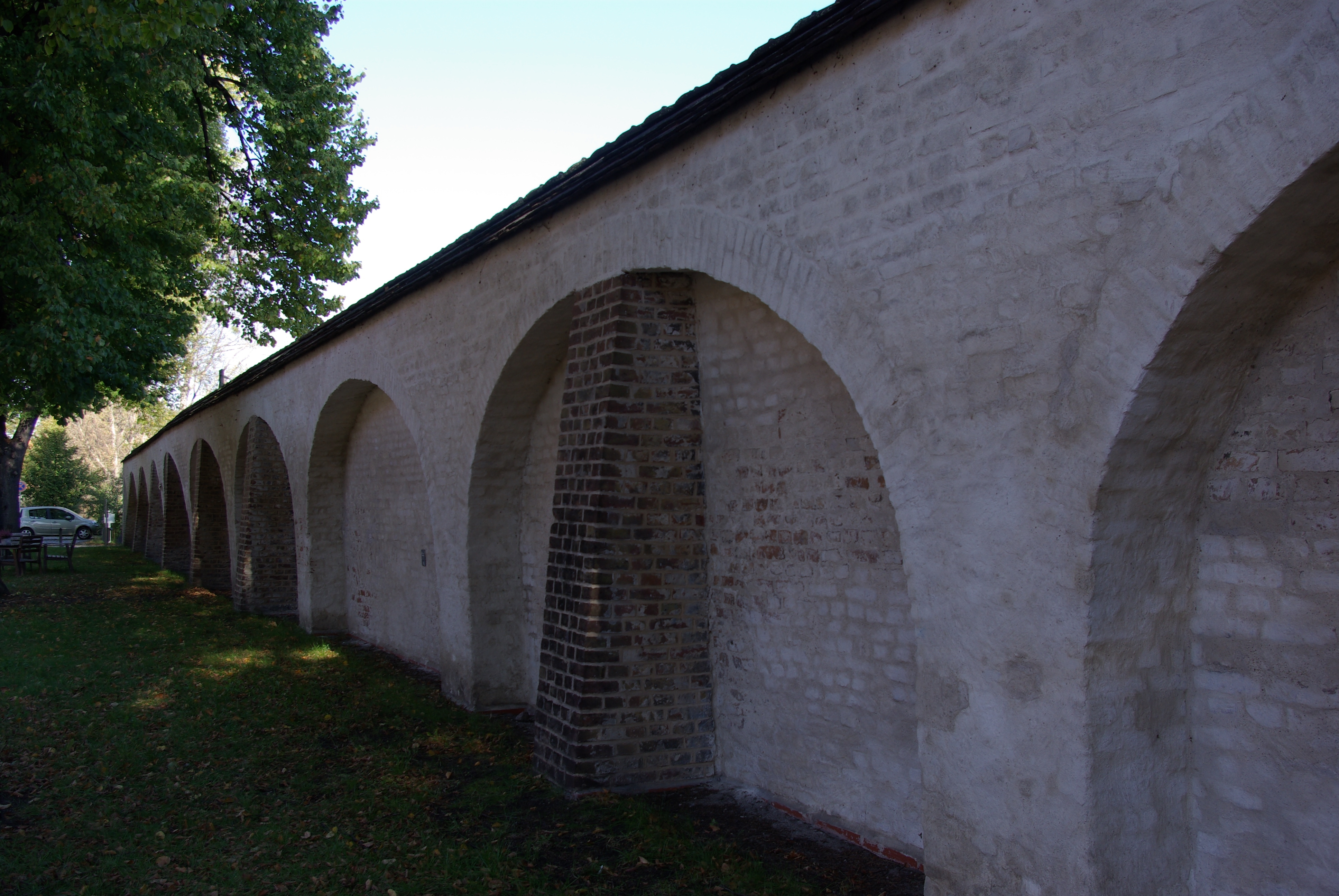
Erhaltene Stadtmauerpartie in der Großen Fischerstraße zwischen Kellertor und Wasserpforte
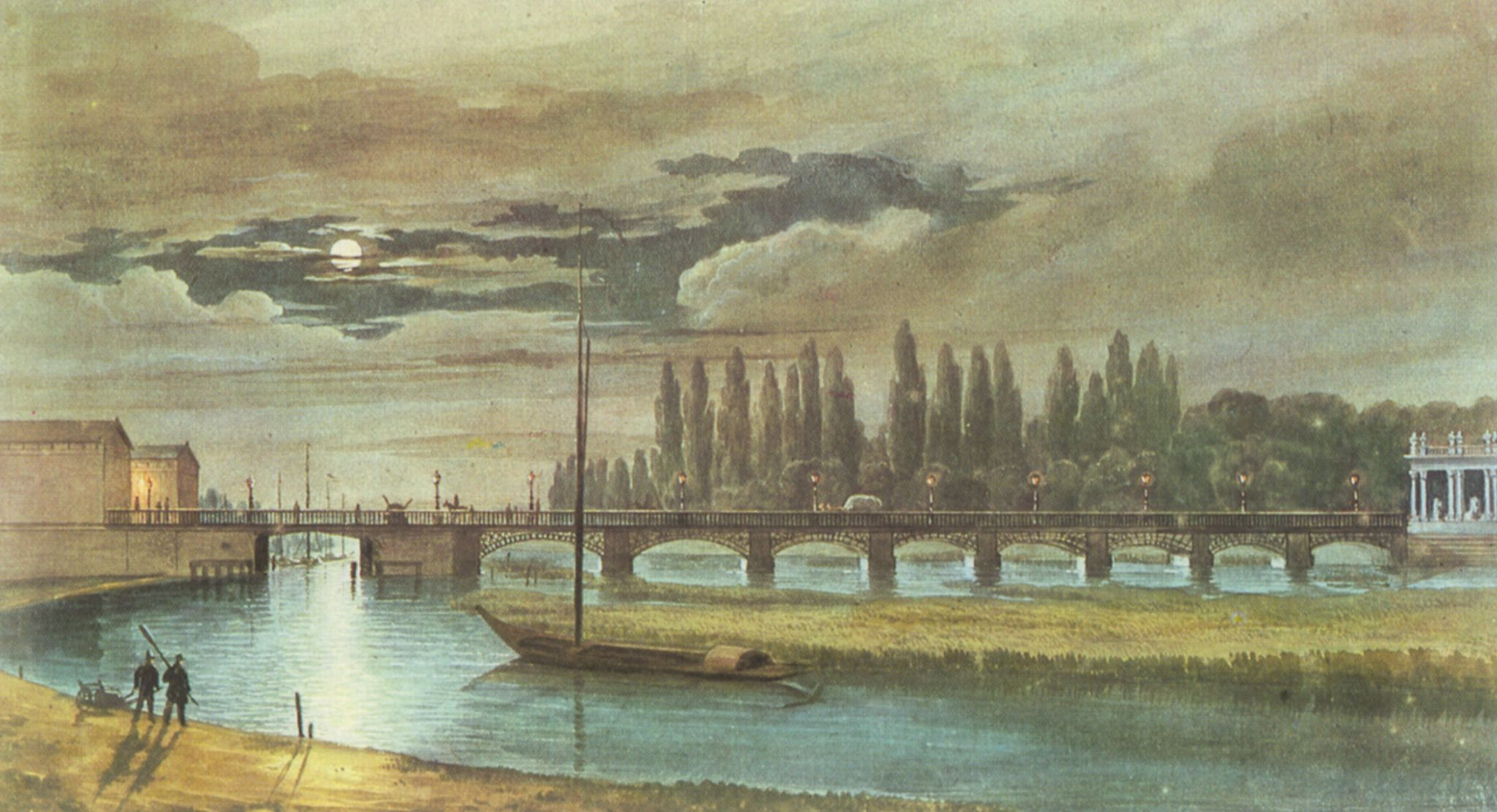
Lange Brücke mit Torhäusern des Teltower Tors (links), Aquarell von Johann Heinrich Hintze, 1840
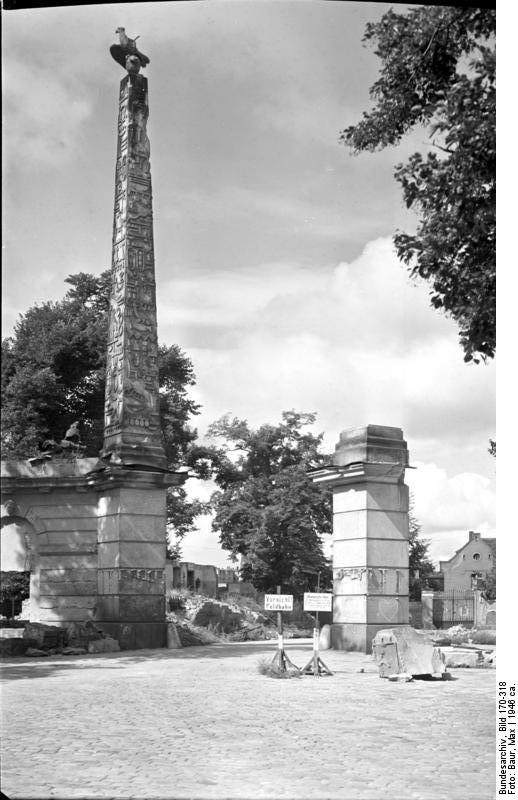
Beschädigtes Neustädter Tor, Ansicht von Osten, um 1946